# Hypomesus olidus
Hypomesus olidus är en fiskart som först beskrevs av Pallas, 1814.  Hypomesus olidus ingår i släktet Hypomesus och familjen norsfiskar. IUCN kategoriserar arten globalt som livskraftig. Inga underarter finns listade i Catalogue of Life.